# Рахманов, Николай Николаевич (фотограф)
Николай Николаевич Рахманов (26 сентября 1932, Москва — 8 февраля 2021) — признанный классик советской фотографии, фотожурналист.

## Биография
Родился 26 сентября 1932 года в Москве в семье театрального композитора и дирижёра Николая Рахманова-Соколова Жизнь его отца была связана с театром. Возможно, это было результатом сильного влияния его матери, Ольги Владимировны Рахмановой, посвятившей театру всю свою жизнь. Она начинала как театральная и немного кино-актриса. В самом начале XX века ею была создана театральная студия, из которой в своё время вышли такие великие актёры, как Иван Берсенев, Серафима Бирман, Софья Гиацинтова и многие другие. Вершиной её беззаветного служения театру стало создание института Театрального искусства, известного сейчас как ГИТИС. Отец Николая Рахманова был и страстным фотолюбителем. Первой фотокамерой, которой снимал отец и которую впоследствии выпросил у него сын, был простенький фотоаппарат «Брауни-Кодак» 6×6, образца 1905 года. С малых лет Николай помогал отцу в его фотографических экспериментах.
При поступлении во ВГИК после успешно прохождения фотографического конкурса Николай Рахманов был допущен к первому экзамену — по русскому языку. С русским все оказалось в порядке, но вот синтаксис… Три запятые, пропущенные в сочинении, лишили советское кино великого оператора.
1953—1960 — фотокорреспондент ТАСС (Фотохроника ТАСС), отдел иностранной фотоинформации. В 1953 году Николай устраивается на работу в Управление «Фотохроники ТАСС». Первое наставление маститого маэстро Валентина Кунова: «Никто тебя здесь учить не собирается. Смотри, как работают мастера, и усваивай все, что сочтешь лучшим в нашей работе. И если ты не дурак, может, из тебя через лет пять что и получится!» Три месяца носил штатив и тяжелый кофр Николаю Ситникову, суровому ветерану Великой Отечественной, который не разрешил ему за это время сделать ни одного снимка. В конце четвёртого месяца Николай Рахманов взбрыкнул, заявив начальнику управления «Фотохроники ТАСС» Николаю Кузовкину, что времена Ванек Жуковых канули в лету, и попросил сменить учителя. В результате за строптивость характера был сослан на полгода учиться печатать снимки на маленькую фабрику фотопечати при Управлении. Так Николай Рахманов освоил ещё одну очень нужную профессию — фотопечатника. В конце 50-х годов в «Фотохронике» организуется новый отдел иностранной фотоинформации. Именно в этом отделе Николай и встретил своего первого учителя. Петр Семенович Клячко был бильд-редактором. Именно он, поверив в преданность делу, открыл Николаю тайну профессии, которую он запомнил на всю жизнь: — «Запомни, друг мой, снимают не фотоаппаратом, снимают головой и сердцем!»
1960—1966 — фотокорреспондент газеты «Неделя» (воскресное приложение газеты «Известия»).
1966—1968 — журнал «РТ-программы» (Радио и Телевидение). За несколько лет работы были опубликованы многие фотоочерки: «Люди в масках», «Гимн колесу», «Лампы ХХ-го века», «Так одеваются мужчины», «Новые приключения трех мушкетеров и Д’Артаньяна в Москве».
1960-е — работает в жанре фотоочерка, главной его темой остается Москва. С первых снимков вырабатывается и характер съемок — это, прежде всего, красота и поэтичность города, человека, природы.
1972 — фотоальбом «Москва» издательства «Планета» получает «Гран-при» и Золотую медаль на международном конкурсе «Самая красивая книга мира» в Лейпциге. На протяжении 15 лет этот альбом переиздавали одиннадцать раз. С 1970 г. выпущено около 60 авторских книг и фотоальбомов.
1983—1984 — альбом «Сокровища Московского Кремля», изданный в Швейцарии, получил международный приз «Самая красивая книга Швейцарии» и Диплом, приз фирмы «Кодак» — «Кодак Призбук». Альбом был издан на всех европейских языках, в 1986 г. переиздан на японском языке.
Персональные выставки проходили в России, Франции, Чехословакии, Чехии, Словении, Украине.
Лауреат премий «Золотой Глаз России» Международной гильдии профессиональных фотографов СМИ России, «За достоинство и профессионализм». Награждён Почетным Знаком Союза журналистов РФ и Австрийским рыцарским орденом замка «Lokhen Hause».
Скончался 8 февраля 2021 года. Похоронен в Москве на Троекуровском кладбище.